# Heilig Kruiskerk (Heusden)
De Heilig Kruiskerk is een kerk in het Belgische dorp Heusden. De kerk werd gebouwd in 1844. Ze is toegewijd aan de Kruisverheffing. Het orgel van de kerk werd in 1980 beschermd als monument.
De kerk is een voorbeeld van vroegneogotiek, gebouwd op de plaats van een kerk, vermoedelijk uit de 17e eeuw. De twee portiekaltaren uit wit en zwart marmer en schilderijen van Antoon van den Heuvel (Aanbidding der Wijzen in de linkerzijbeuk en Kruisiging uit 1664 achter het hoofdaltaar) komen uit de oude kerk.
Het neogotisch meubilair stamt uit de 19e eeuw.

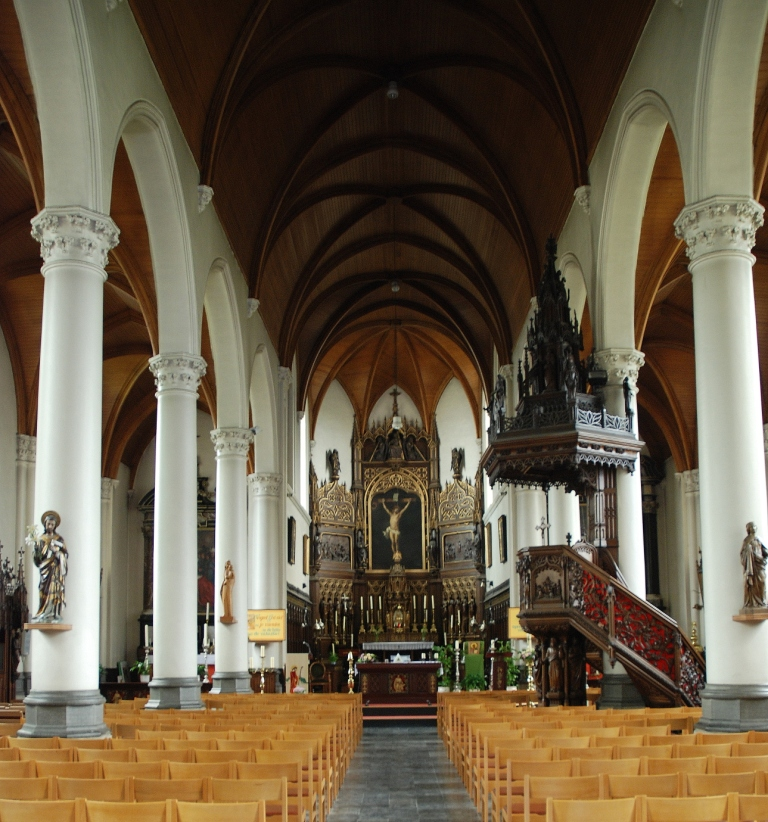
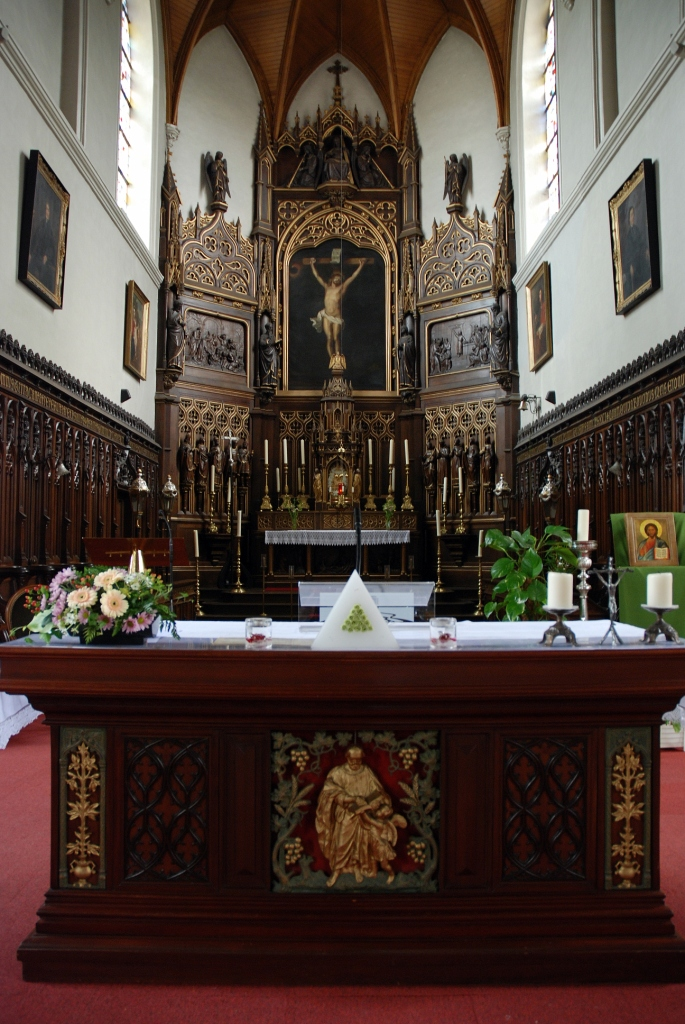
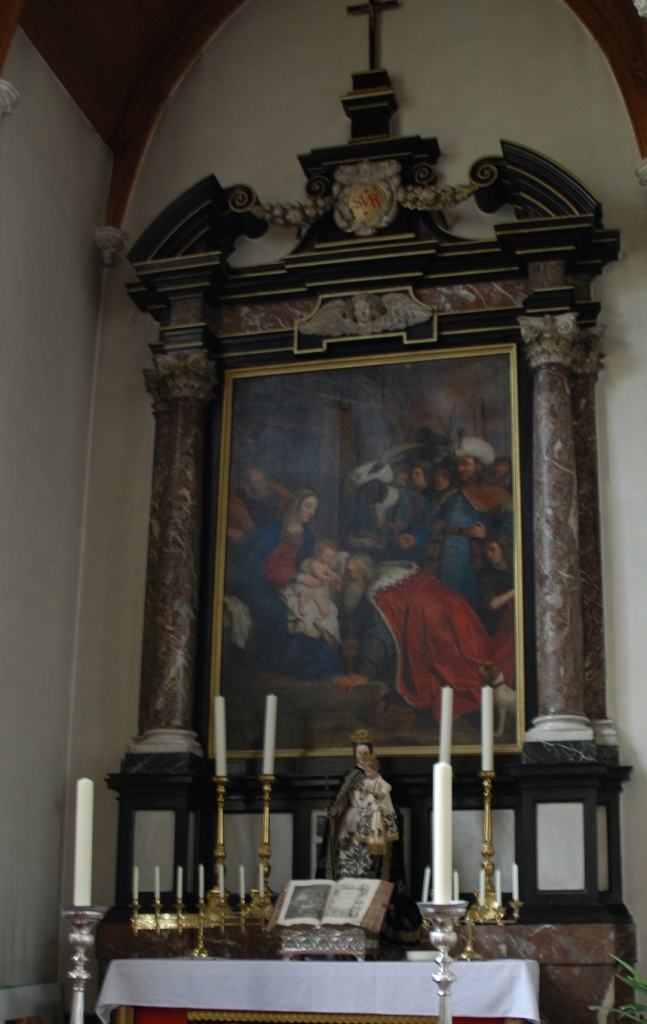
Portiekaltaar uit de oude kerk met schilderij van Antoon Van Den Heuvel Aanbidding der Wijzen uit 1652
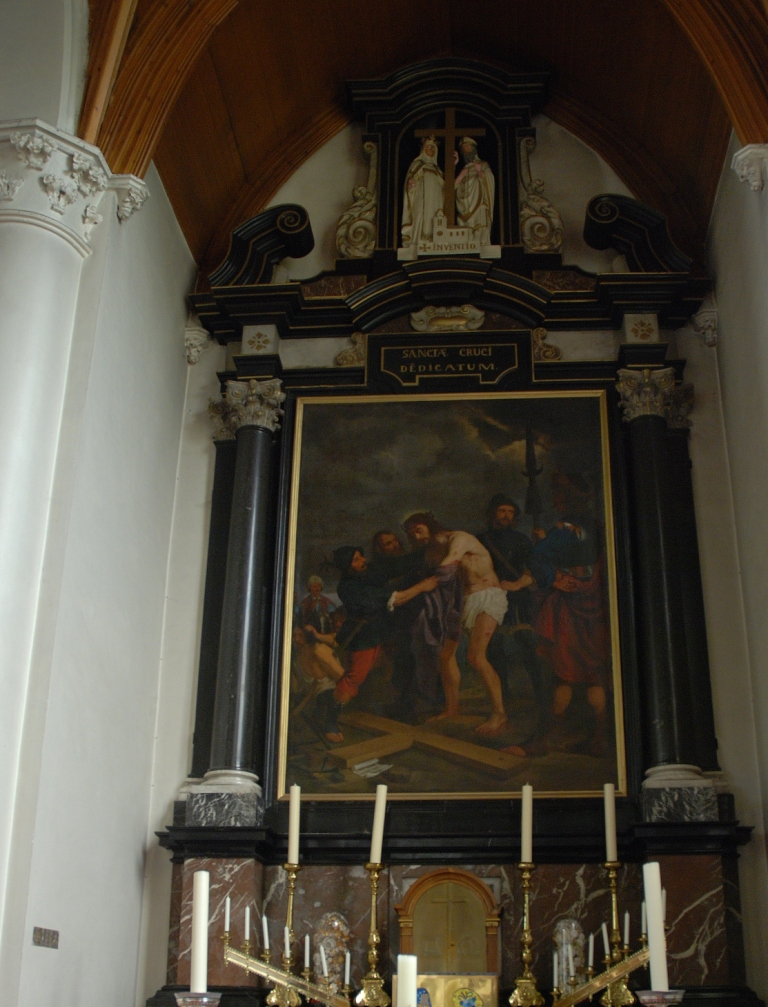
Christus van zijn kleren beroofd van een onbekende meester in de rechterzijbeuk